# Krishnarajapura, Gauribidanur
Krishnarajapura là một làng thuộc tehsil Gauribidanur, huyện Chikkaballapur, bang Karnataka, Ấn Độ.